# Chulluype

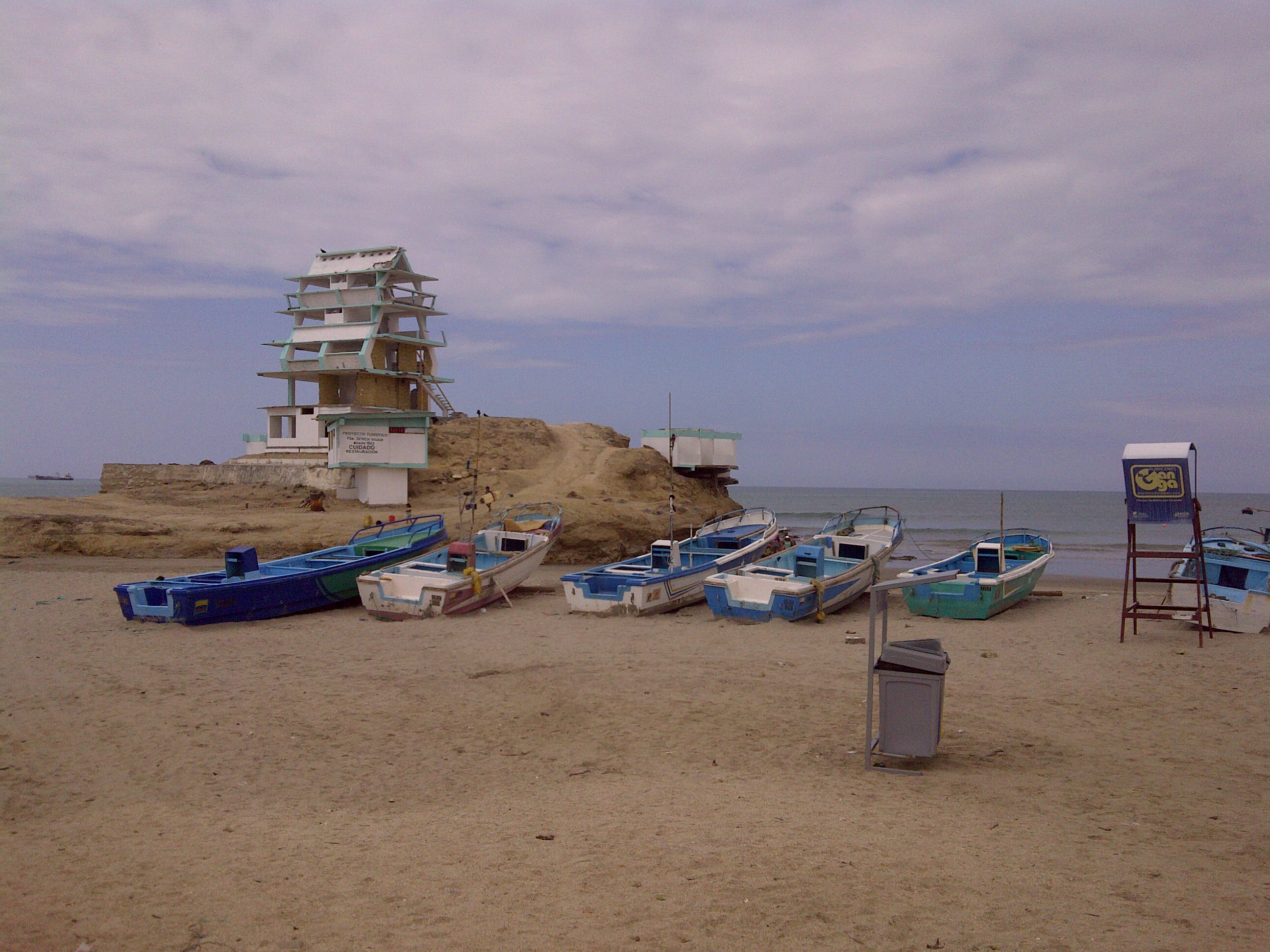
Balneario Chulluype

Chulluype es un barrio ubicado en la franja costera del Ecuador, perteneciente a la provincia de Santa Elena, junto al balneario de Ballenita y en el límite con La Libertad. El Balneario está en una pequeña ensenada (en forma de herradura) entre acantilados bajos, tiene una pendiente pronunciada, con zonas rocosas, la dimensión de su playa es de 2 Kilómetros. Sus olas son bien formadas y con un largo recorrido de hasta tres minutos y en época de aguaje las olas llegan a los 3 metros de altura.
Chulluype está habitada por pescadores artesanales y surfistas nativos, es desde hace más de tres décadas, el destino de miles de aficionados a la tabla hawaiana.